# آنخیسس ۱۱۷۳
سیارک ۱۱۷۳ (به انگلیسی: 1173 Anchises، نامگذاری:1930UB) هزار و صد و هفتاد و سومین سیارک کشف شده‌است که در ۱۷ اکتبر ۱۹۳۰ و در هایدلبرگ کشف شد.
قدر مطلق سیارک برابر ۸٫۸۹ است.